# Tiruchengode
Tiruchengode är en stad i den indiska delstaten Tamil Nadu, och tillhör distriktet Namakkal. Folkmängden uppgick till 95 335 invånare vid folkräkningen 2011.